# Баски език
Баски (самоназвание: euskara) е езикът, говорен от баските, обитаващи Пиренеите в централната част на Северна Испания и съседния район на Югозападна Франция. В Испания баските живеят в Баска автономна област, която има значителна културна и политическа самостоятелност, и Наварската автономна област. Те формират и голяма част от населението на Северната страна на баските във Франция.
Стандартното баско име на езика е euskara, други диалектни наименования са euskera, eskuara и üskara. Въпреки че е географски заобиколен от Индоевропейски езици, баският се смята за изолиран език. Той не е свързан с никой друг европейски език.

## История и географско разпространение
Произходът на баските е все още неизвестен, също както и произходът на техния език. Повечето учени считат баския за изолиран език.
Първите исторически сведения за древните предци на съвременните баски датират от времето на римските завоевания в периода 1 век пр. Хр. – 1 век сл. Хр. Римските източници изброяват различни племена на територията на съвременната Страна на баските. На север от Пиренеите и по-точно в югозападна Галия от Гарона до Пиренеите римските завоеватели срещат племена, различни от келтските, които наричат с общото име Aquitani, аквитанци. Запазени са около 400 аквитански лични имена и около 70 теонима в кратки латински надгробни надписи, където за щастие на езиковедите е посочен и полът на покойника.
Фонетичната структура на аквитанския език, доколкото е възможно да се възстанови от латинския правопис, е изключително подобна на възстановената от Луис Мичелена структура на прото-баския език за периода отпреди 2000 години. Мичелена не използва данните от аквитанските текстове. В латинските надписи в Аквитания често се срещат лексикални елементи с очевидни съответствия в съвременния баски език. Такива са женските имена NESKATO (на съвременен баски
neskato означава „момиче“), ANDERE (andere „дама“), в мъжки имена се срещат елементите CISSON – (gizon „мъж“), OSSO – ~ OXSO – (otso „вълк“), HERAUS – (herauts
„глиган“), както и елементите – CORRI (gorri „червен“), – BERRI (berri „нов“), – BELEX (beltz „черен“) и много други. Подобни имена са засвидетелствани у баските и през Средновековието. Словообразуването също е еднакво с това в съвременния баски език.
На юг от Пиренеите историческите сведения за сродна на баската реч са значително по-оскъдни. Намерени са само 3 надписа в източна Навара, сред които известната стела от Лерга, която съдържа странното мъжко име VMME SAHAR, в което ясно се разпознават баските елементи ume „дете“ и zahar „стар“. Тези надписи са открити на територия, населявана според римляните от народа Vascones (в единствено число – Vasco), от което произлиза испанското vasco и френското basque баски. Останалата част от съвременната Страна на баските е била обитавана от племената Varduli, Verones, Caristii и Autrigones и в нея липсват ономастични и топонимични данни, свързани с баския език. Тези данни, както и фактът, че границата между Баската и Гасконската държава е по-размита от тази между Баската и Кастилската, обикновено водят до извода, че произходът на баските е свързан с Аквитания и че те са се преселили на юг по-късно. Римското пренебрежение към този хинтерланд позволило на прото-баския елемент да оцелее, докато други древни езици, говорени на Пиренейския полуостров като иберийски и тартески език, изчезнали. Въпреки това, латинският език и романските му наследници в района (гасконски (клон на окситанския език) и наварски романски) са оставили отпечатък върху баския език.
Районът на съвременно разпространение на баския език е по-малък от самата баска държава (Euskal Herria на баски). Някои географски наименования свидетелстват, че в миналото баският е бил разпространен на по-обширна територия в Пиренеите. Например името на долината Аран (сега част от Каталония, в която се говори гасконски) вероятно произлиза от баската дума haran „долина“. Не е известно кога баският е бил изместен в тази планинска област от иберо-романските езици.
Най-ранните свързани текстове на баски език датират от около 950 г. и представляват глоси, добавени към латински ръкопис в манастира San Millán в областта Риоха. Изразите jzioqui dugu и guec ajutu-ezdugu са с неясно значение, но съдржат формите на спомагателния глагол dugu „имаме (го)“, отрицателния маркер ez, и вероятно вариант на guk, формата за ергативен падеж на местоимението gu „ние“. Останалата част от текста е нетълкуема, вероятно става дума за причастия на излезли от употреба глаголи. Най-старият баски речник е малко списъче, записано от френския поклонник Емери Пико през 12 век. Всички думи в него се срещат и в съвременния баски и тълкуването им не представлява проблем.
Езиковата асимилация на баското население се забавя временно по време на Реконкистата, тъй като християнските благородници приканили северните народи баски, астурианци и франки да колонизират отвоюваните от арабите земи. През следващите векове баският продължава да се употребява сред селското население, докато хората в градовете предпочитат кастилски, гасконски, френски или латински.
Баският претърпява бърз упадък в Навара през 19 век поради външната миграция на испански селяни. След края на Карлистките войни през 1876 г. баският език преживява своя ренесанс (Berpizkundea) с разцвет на литературата на баски език. Оттогава датират и първите опити за системно изучаване на историята му. По времето на Франко баският език е официално забранен, което подхранва баското национално. След създаването на баско автономно правителство, той се изучава в училище и постепенно възвръща позициите си в обществото. Баските училища са разпространяват езика в области като Енкартасионес или Наварска рибера, където той може би никога не се е говорил като роден.

## Теории за връзки с други езици
Поради изолираното си положение сред европейските езици (в голямата си част от индоевропейски произход), баският език привлича интереса на много учени и псевдоучени, които създават най-различни хипотези за неговия произход. Основният проблем при изучаването на езика е невъзможността за синхронно сравнение извън рамките на съвременните диалекти. В диахронен план липсата на древни писмени източници затруднява фонетичните и морфологични реконструкции. Реконструираният прото-баски език се отнася до времето, когато в баски започват да проникват първите латински заемки (около 1 в.), а в по-далечен план е много трудно или почти невъзможно да се реконструират някакви фонетични правила.
Така едни учени се опитват да свържат баския с етруския език, африканските езици (теория, чийто пръв защитник е Tovar), кавказките езици и др. Има някакви основания за връзка с иберийския език, но не е ясно дали сходствата се дължат на родство или само на съседство. Кавказката хипотеза принадлежи на един от най-известните баски филолози, Луис (Колдо) Мичелена, и е основана на лексикологични синхронни и диахронни изследвания. Доказателствата в нейна полза се приемат от някои учени (Джейкобсон, Блажек), но се отхвърлят от други (Траск). Във връзка с кавказката теория са тезите за връзка между грузински и баски (широко разпространена в Грузия).

### Заемки от латински език
Най-старите латински заемки в баски имат архаични черти, в тях не се наблюдава палатализацията на заднонебните съгласни звукове C [k], G [g] в [t͡ʃ], [d͡ʒ]: errege [erege] „цар“ (< regem), gela „стая“ (< cellam), и други.

## Граматика
Граматиката на баския език е коренно различна от граматиката на романските или славянските езици. Предлози няма, следи от представки се забелязват в някои статични словосъчетания, в които представките не се осъзнават като такива. Езикът е аглутинативен като турски, унгарски или фински, но за разлика от тях е ергативен. Словоредът е подлог-допълнение-сказуемо. Почти всички глаголи се изразяват чрез перифраза (неизменяема част, която носи основното значение + спомагателен глагол). Така например глаголите, заети от латински в баски, представляват всъщност причастната форма на -tum (> баски -tu) + спомагателния глагол: aditu „слушам“ (< auditum), deitu „викам“ (< dictum) и др.